# Blood Covenant
Blood Covenant ( en español: Pacto de sangre), es una banda musical de rock heavy metal de la India, considerada como uno de los pioneros del género metal del sur de la India de Chennai, formada en el 2005. La banda fue una de las fuerzas más importante en otros estilos musicales como el death metal, thrash metal y metal cristiano a partir de finales de 1990. Sus experimentos posteriores se basan por la influencia del black metal o metal negro. En la actualidad el sonido de la banda, es una mezcla de death metal sueco y trash brasileño, con una formación propio de su movimiento a su propio estilo. La banda está integrada por su vocalista Eddie Prithviraj, el guitarrista Ronald Natanael, el bajista Sibi Boicot Walter y el baterista Brijesh Sereno.
Ellos ha recorrido las principales ciudades de la India realizando conciertos en vivo. Entre sus años más activos fue desde 2005 hasta 2010, participando en proyectos con otros artistas del metal francés y sueco, para trabajar para su próximo álbum. Las influencias de la banda incluyen la mortificación, sacrificio vivo, Extol, Crimson Moonlight, Horda, Frost Like Ashes y Antestor. Todo el contenido lírico de su música se basa en el Nuevo Testamento de la Biblia.

## Integrantes
- Eddie(Ed Bull), Voz
- Boycott(Thorn), Bajista
- Ronald(Slaughter)Nathanael, Guitarras, vocez
- Brijesh(Hurricane)Sereno, Baterìas